# Dmitri Wladimirowitsch Pawlenko
Dmitri Wladimirowitsch Pawlenko (russisch Дмитрий Владимирович Павленко; * 1. Januar 1991 in Saporischschja, Ukrainische SSR, Sowjetunion) ist ein russischer Handballspieler.

## Karriere

### Verein
Dmitri Pawlenko lernte das Handballspielen bei ZTR Saporischschja. Er studierte an der Russian State University of Physical Education, Sport, Youth and Tourism (ГЦОЛИФК). Zunächst spielte der 1,91 m große Torwart für RSUFK-Medwedi Tschechow, der zweiten Mannschaft des russischen Serienmeisters Medwedi Tschechow. Seit 2011 läuft er für Medwedi auf. Seitdem gewann er in jeder Saison die Meisterschaft, außer 2014, 2017 und 2022 immer den Pokal und seit 2014 stets den Supercup.

### Nationalmannschaft
Mit der russischen Nationalmannschaft nahm Pawlenko an der Europameisterschaft 2016 (9. Platz), an der Weltmeisterschaft 2017 (12. Platz), an der Weltmeisterschaft 2019 (14. Platz), an der Europameisterschaft 2020 (22. Platz) und an der Weltmeisterschaft 2021 (14. Platz) teil. Insgesamt bestritt er mindestens 39 Länderspiele.